# Карпово (Дмитровский городской округ)
Карпово — деревня в Дмитровском городском округе Московской области. Население — 31 чел. (2010). До 1954 года — центр Карповского сельсовета. В 1994—2006 годах Карпово входило в состав Синьковского сельского округа.
Рядом на погосте располагается церковь Обновления храма Воскресения.

## Расположение
Деревня расположена в западной части района, примерно в 12 км западнее Дмитрова, на левом берегу реки Дятлинка, высота центра над уровнем моря 151 м. На речке организовано Карповское водохранилище (плотина). 
Ближайшие населённые пункты — примыкающий на севере посёлок СУ-847, Дятлино на противоположном берегу реки, Дуброво на западе и Юрьево на юго-западе.

## История
Первое упоминание о деревни до Смутного Времени связано с Воскресенским погостом. Первое упоминание о погосте с церковью Воскресения Христова и домом попа возле села Дятелино относится к 1562 году.
В первой половине XVII веке деревня Карпова Каменского стана и пустошь, что было село Дятлино. В 1627 году в Карпово числилось 3 двора с 5 людьми.
В 1647 году в трех селениях (Дятелино, Карпова, Дубровка) было 18 крестьянских, 7 бобыльских дворов и 4 деловых работных людей. 

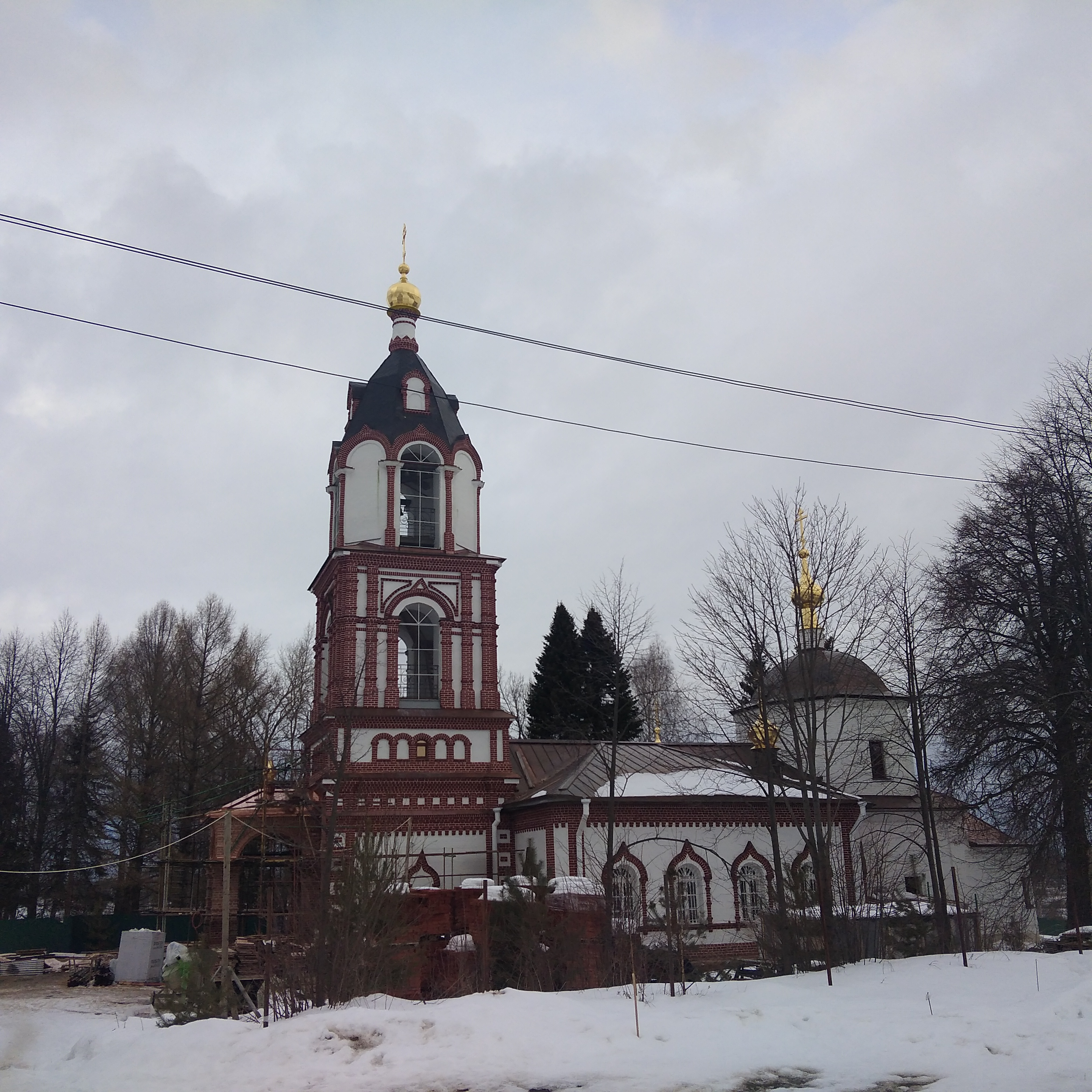
Церковь Обновления храма Воскресения на погосте возле Карпово

В 1747 году на погосте возле Дятлино и Карпово строится каменная церковь Обновления храма Воскресения. 
В Карповский церковный приход в 1751 и 1766 годах входили деревни: Дятлино, село Карпово, деревня Карпово, Дубровки и Пулиха. В селе Карпово располагаются лишь дома церковнослужителей. Вероятно, селом Карпово числился Воскресенский погост с церковью и домами церковнослужителей.
На 1858 год в Карпово числилось 33 домохозяйств, в которых числилось населения: 115 муж. пола и 122 жен. пола.
Деревянная церковь в Дятлино не сохранилась, осталась каменная на погосте. Так как погост располагается на одном расстоянии от Дятлино и Карпово, то часто церковь на погосте относят к деревне Карпово. 
Также часто разные источники относят одни и те же объекты и события то к Карпово, то к Дятлино. Так как оба населённых пункта находятся рядом на противоположных высоких берегах речки Дятлинки и в разные периоды истории признавались поочерёдно центрами развития района.
В 1918 году создаётся Карповский сельсовет.
На 1923 год в Карпово были: сельсовет, районный ККОВ, водяная мельница, потребительское общество, прокатный пункт, сливной пункт Госмолоко, пункт ликвидации безграмотности, а также школа и библиотека.

## Население
| 2002 | 2006 | 2010 |
| ---- | ---- | ---- |
| 23   | →23  | ↗31  |